# 피아트 M14/41

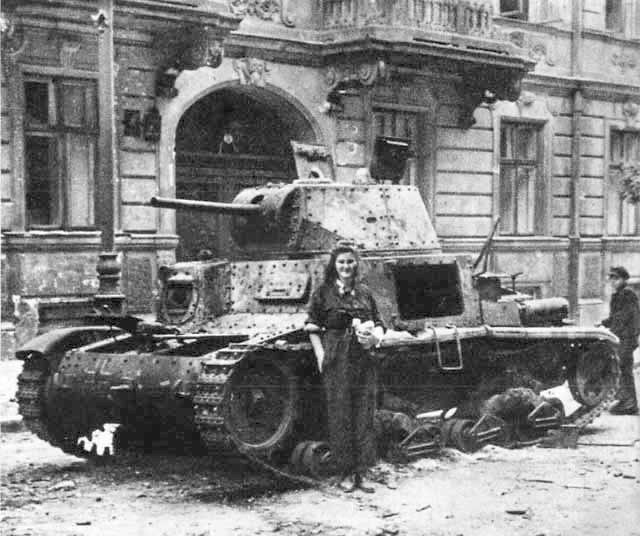
M14/41

피아트 M14/41은 1941년부터 이탈리아군이 피아트 M13/40을 소폭 개량하여 운용하기 시작한 경전차다. 기본은 M13/40의 차체이며, 북아프리카에서 운용하기 위해 더 강력하고 성능이 향상된 공기 정화 장치를 장착하고, 5.3갤론의 연료를 추가로 탑재할 수 있게 되었고, 진흙 제거용 블레이드가 추가되었다. 무장 등은 M13/39와 크게 달라지지 않았다. M14/41은 이탈리아군의 13, 14, 15, 16, 17 전차대대와 사르데냐 섬에 주둔하고 있던 18전차대대가 장비했다. M은 이탈리아어로 중형(당시 이탈리아군 기준)이란 의미이며, 14는 중량, 41은 생산되기 시작한 1941년을 의미한다.